# Christian Bonnet (Bildhauer)
Christian Bonnet (geboren 1955 in Schwerin) ist ein deutscher Bildhauer, Grafiker und Objektkünstler im öffentlichen Raum. Er schuf 1994 die Skulptur Goldene Henne für den jährlich vergebenen Publikums- und Medienpreis zu Ehren der Entertainerin Helga Hahnemann.

## Leben und Wirken
Christian Bonnet wuchs in Berlin auf. Zwischen 1972 und 1975 absolvierte er eine Schriftsetzerlehre und schloss sein Abitur ab. Nach seiner Armeezeit bei der NVA arbeitete er ab 1977 als Schriftsetzer. Gleichzeitig war er Praktikant in der Plastikwerkstatt der Komischen Oper Berlin sowie in der Bronzegießerei an der Kunsthochschule Berlin-Weißensee.
Dort studierte er von 1979 bis 1987 Bildhauerei bei Lutz Holland und Karl-Heinz Schamal. Seit seinem Diplom im Jahr 1987 arbeitet er in der Uckermark gemeinsam mit der Bildhauerin Annette Tucholke in ihrem Atelier Louisenhof in Altkünkendorf.

## Künstlerisches Schaffen
Bonnet erhielt an der Kunsthochschule Weißensee durch seine Lehrer Schamal und Holland künstlerische Inspirationen in vielfältige Bereiche der Bildhauerei, in Formensprache, Werkstoffe und Technik.
Beleg dafür sind seine Arbeiten für baugebundene Kunst, die er häufig gemeinsam mit seiner Frau, der Bildhauerin Annette Tucholke umsetzt. Gemeinsam haben sie zahlreiche Wettbewerbe zur Verschönerung öffentlicher Plätze und Gebäude in den Landkreisen Uckermark und Barnim wahrgenommen und in baugebundener Kunst im öffentlichen Raum umgesetzt.
Seine persönliche Leidenschaft gilt jedoch Skulpturen, die aus Fundstücken gearbeitet werden, häufig als dreidimensionale Collagen und beweglichen Objekten aus alten Eisenteilen, Holz, Papier und anderen Materialien. Bonnet selber charakterisiert seine Arbeiten als in „Material gefasste Poesie..., philosphische Gedanken..., Wortspiele...“.
„Die neue Funktion der Fundgegenstände wirkt so organisch im komponierten Zusammenhang, dass man glauben könnte, sie sind eigens dafür erfunden worden. Diese ästhetische Angleichung der alten an die neue Funktion scheint mir eine wichtige Arbeitsstrategie des Künstlers zu sein, der seine Objekte in letzter Instanz nicht konstruiert, wie der Ingenieur, sondern komponiert, wie der Künstler“, schrieb 1995 Stefan Pohl.
Humor spielt in der Kunst von Christian Bonnet immer eine Rolle.
In diesem Sinne lässt sich auch die Bronzeskulptur Goldene Henne verstehen, die er 1994 schuf und der Entertainerin Helga Hahnemann gerecht werden sollte. Damals war der Spitzname von Helga Hahnemann seine Inspiration. „Die Henne sollte nicht schlank sein, sondern mollig. Wie ein richtiges Huhn“, sagt Bonnet.
Aus einer Serie, in der er alte Fleischwölfe verarbeitet, wird so Ein Rudel Fleischwölfe (2004), aus rostigen Schlüsseln ein Schlüsselerlebnis (2005).
Wiederkehrend in seinem Œuvre sind maritime Themen sowie Flugapparaturen.

## Ehrungen
- 2003 wurde ihm ein Arbeitsstipendium und der Aufenthalt im Künstlerhaus Lukas in Ahrenshoop gewährt.
- 2004 erhielt er zusammen mit Annette Tucholke den Kunstpreis für Kunst im öffentlichen Raum von pro Brandenburg.

## Arbeiten im öffentlichen Raum
- 1993: Brunnen in Rosenow, Brandenburg
- 1996: Bunkerfisch, Kap Arkona, Insel Rügen
- 1997: Brunnen im Werner-Forßmann-Krankenhaus Eberswalde
- 2002: Windspiele, Angermünde
- 2003: Drei Wächter, Amtsgericht Lübben (Spreewald)
- 2003: Drei Messer, Internationale Gartenbauausstellung Rostock
- 2008: Windspiel, am Jezioro Miedwie in Morzyczyn, Polen

## Ausstellungen (Auswahl)
- 1990: Kunst aus der Provinz. Künstler aus dem Bezirk Frankfurt(Oder). Galerie Unter den Linden, Berlin
- 1991: Auf Schiffs-Art. Galerie am Meer, Rostock-Warnemünde
- 1993: Metallart. Berlin/Brandenburg auf der Hannovermesse.
- 1995: Dreirad. Mit Sophie Natuschke und Annette Tucholke, Lübeck 1. Landeskunstausstellung des Landes Brandenburg, Potsdam
- 1996: Vier Künstler der Uckermark. Vertretung des Landes Brandenburg, Bonn
- 1999: Naxos-Bilder+Steine. Stiftung für Griechische Kultur, Berlin Ausstellung mit Christina Pohl und Annette Tucholke, Kulturhistorischer Turm, Leipzig
- 2000: Die schöne Gärtnerin. Goethe-Institut Lomé, Togo
- 2000: Personalausstellung mit Annette Tucholke, Galerie Mathematische Fachbibliothek, TU Berlin
- 2003: Ausstellung mit Susanne Ruoff und Monika Meister, Kunstkaten Arenshoop
- 2006: Personalausstellung mit Annette Tucholke, Städtisches Museum Eisenhüttenstadt
- 2008/2009: Skulpturen-Objekte. Mit Annette Tucholke. Galerie Mathematische Fachbibliothek, TU Berlin
- 2009: Florale Skulpturen. Friedgarten Dominikanerkloster, Prenzlau